# 伊地知重政
伊地知 重政（いぢち しげまさ）は、戦国時代から江戸時代初期にかけての武将。薩摩国島津氏の家臣。大隅国の国人伊地知氏10代当主。
伊地知重興の嫡男として誕生。片輪であったため早くから入道していたと『本藩人物誌』にあり、また和歌を好む人物であったともある。
元和4年（1618年）に死去した。嫡子の重順が地頭を務めた日向国倉岡（現・宮崎県宮崎市糸原）の竜泉寺に葬られた。